# Monte Grande, Hidalgo
Monte Grande är en ort i Mexiko.   Den ligger i kommunen San Felipe Orizatlán och delstaten Hidalgo, i den sydöstra delen av landet, 220 km norr om huvudstaden Mexico City. Monte Grande ligger 178 meter över havet och antalet invånare är 250.
Terrängen runt Monte Grande är kuperad västerut, men österut är den platt. Runt Monte Grande är det ganska tätbefolkat, med 96 invånare per kvadratkilometer. Närmaste större samhälle är Tamazunchale, 16,8 km sydväst om Monte Grande. Omgivningarna runt Monte Grande är en mosaik av jordbruksmark och naturlig växtlighet.